# Guerra d'indipendenza dominicana
La guerra d'indipendenza dominicana diede l'autonomia alla Repubblica Dominicana da Haiti il 27 febbraio 1844. Prima della guerra, l'isola di Hispaniola era stata unita sotto il governo haitiano per un periodo di 22 anni in cui la nazione di recente indipendenza, precedentemente nota come Capitaneria generale di Santo Domingo, fu unificata con Haiti nel 1822. La classe criollo all'interno del paese rovesciò la corona spagnola nel 1821 prima di unificarsi con Haiti un anno dopo.

## Sfondo
All'inizio del 1800, la colonia di Santo Domingo, che un tempo era stata il quartier generale del potere spagnolo nel Nuovo Mondo, era nel suo peggior declino. La Spagna durante questo periodo fu coinvolta nella guerra peninsulare in Europa e in altre varie guerre per mantenere il controllo delle Americhe. Con le risorse spagnole divise tra i suoi interessi globali, Santo Domingo e altri territori dei Caraibi vennero trascurati. Questo periodo è indicato come l'era España Boba.
La popolazione della colonia spagnola era di circa 80 000 abitanti, con la stragrande maggioranza di discendenti europei e gente libera di colore. Per gran parte della sua storia, Santo Domingo aveva un'economia basata sull'estrazione mineraria e sull'allevamento del bestiame. L'economia delle piantagioni della colonia spagnola non ha mai veramente prosperato, per questo la popolazione di schiavi neri era stata significativamente inferiore a quella della vicina Saint-Domingue, che si stava avvicinando a un milione di schiavi prima della rivoluzione haitiana.

### Indipendenza effimera
Alla fine del 1821 il leader José Núñez de Cáceres proclamò l'adesione di Santo Domingo alla nuova "Repubblica della Gran Colombia", creata da Simón Bolívar, ma la determinazione dell'élite dell'isola a perpetuare il suo status privilegiato mantenendo intatte tutte le istituzioni dell'era coloniale come la gerarchia sociale, i titoli di terra e la schiavitù condannarono questo limitato esperimento in libertà al fallimento due mesi dopo.

## Unificazione di Hispaniola (1822-1844)
Un gruppo di politici e ufficiali militari dominicani avevano manifestato interesse a unire l'intera isola, mentre cercavano stabilità e sostegno politico sotto Haiti, che all'epoca era ancora visto avere una grande quantità di ricchezza e potere. [citazione necessaria] Haiti era stata di gran lunga la colonia più ricca dell'emisfero occidentale ed era conosciuta come la Perla delle Antille.
Il presidente di Haiti, Jean-Pierre Boyer, promise la sua piena protezione e sostegno ai governatori della frontiera, e così entrò nel paese con circa 10 000 soldati nel febbraio 1822, dopo che la maggior parte delle città proclamarono la loro fedeltà alla Repubblica di Haiti tra il novembre 1821 e il gennaio 1822, inclusi Puerto Plata (13 dicembre 1821) e Santiago (29 dicembre 1821). Il 9 febbraio 1822, Boyer entrò formalmente nella capitale, Santo Domingo, dove fu accolto con entusiasmo e ricevuto da Núñez che gli offrì le chiavi del palazzo. Boyer respinse l'offerta, dicendo: "Non sono venuto in questa città come conquistatore ma per volontà dei suoi abitanti". L'isola fu così unita da "Capo Tiburon a Capo Samana in possesso di un governo".
Alla fine, il governo haitiano divenne estremamente impopolare in tutto il paese. La popolazione dominicana divenne sempre più impaziente della cattiva gestione di Haiti e percepì l'incompetenza e la pesante tassazione imposta dalla loro parte. Il paese venne colpito da una grave crisi economica dopo essere stato costretto a versare un'enorme indennità alla Francia. Haiti accumulò un debito per pagare la propria indipendenza dalla nazione europea; questo diede origine a molti complotti anti-haitiani.

### Resistenza

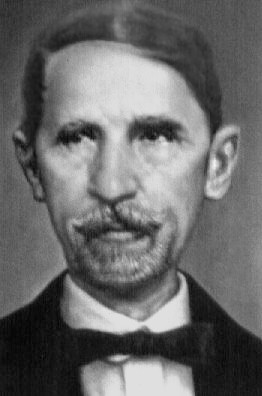
Juan Pablo Duarte, uno dei padri fondatori della Repubblica Dominicana.

Nel 1838 Juan Pablo Duarte, un nazionalista istruito, fondò un movimento di resistenza chiamato La Trinitaria ("La Trinità") insieme a Ramón Matías Mella e Francisco del Rosario Sánchez. Fu così chiamato perché i suoi nove membri originali si erano organizzati in cellule da tre. Le cellule hanno continuato a reclutare come organizzazioni separate, mantenendo una stretta segretezza, con contatti diretti scarsi o nulli tra loro, al fine di ridurre al minimo la possibilità di rilevazione da parte delle autorità haitiane. Molte reclute arrivarono rapidamente al gruppo, ma fu scoperto e costretto a cambiare il suo nome in La Filantrópica ("La Filantropica").
Nel 1843 la rivoluzione ebbe una svolta: lavorarono con un partito liberale haitiano che rovesciò il presidente Jean-Pierre Boyer. Tuttavia, il lavoro dei Trinitarios nel rovesciamento attirò l'attenzione del sostituto di Boyer, Charles Rivière-Hérard. Rivière-Hérard imprigionò alcuni Trinitari e costrinse Duarte a lasciare l'isola. Duarte andato via, cercando supporto in Colombia e Venezuela, ma non ebbe successo.
Nel dicembre 1843 i ribelli dissero a Duarte di tornare poiché dovevano agire rapidamente perché avevano paura che gli haitiani sarebbero venuti a conoscenza dei loro piani di insurrezione. Quando Duarte non tornò a febbraio, a causa di una malattia, i ribelli decisero di agire comunque con la guida di Francisco del Rosario Sánchez, Ramón Matías Mella e Pedro Santana, un ricco allevatore di bestiame di El Seibo che comandava un esercito privato di peoni che lavoravano nelle sue tenute.

## Guerra d'indipendenza

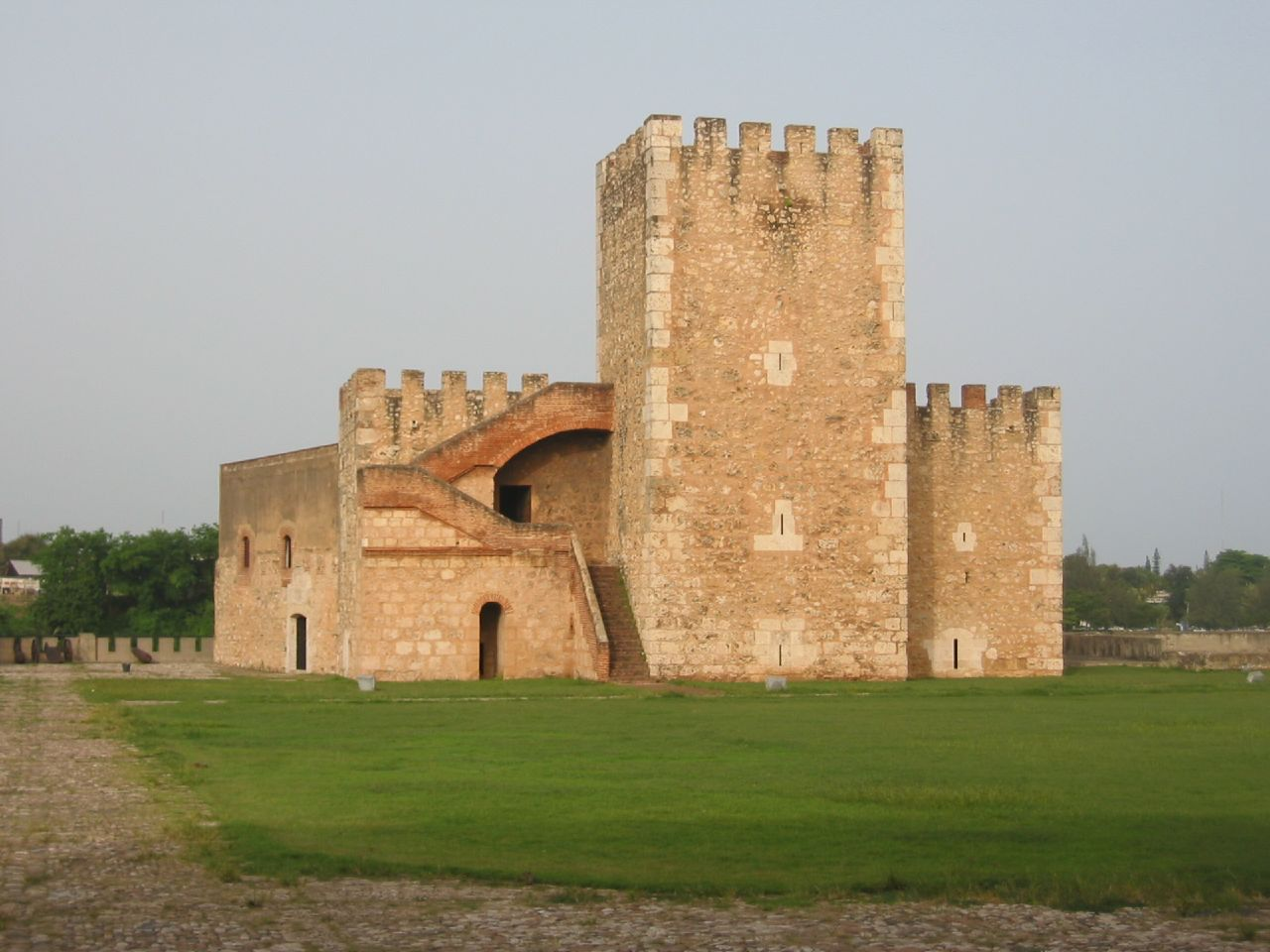
La fortezza di Ozama a Santo Domingo, fu catturata dai ribelli domenicani il 27 febbraio 1844.

Il 27 febbraio 1844, i ribelli conquistarono la fortezza di Ozama nella capitale. Il presidio haitiano, colto di sorpresa e apparentemente tradito da almeno una delle sue sentinelle, si ritirò in disordine. Entro due giorni, tutti i funzionari haitiani avevano lasciato Santo Domingo. Mella era a capo della giunta provvisoria governativa della nuova Repubblica Dominicana. Alla fine Duarte tornò dopo essersi ripreso dalla sua malattia e fu salutato in una celebrazione. Rivière-Hérard rispose quasi immediatamente. Mettendo in campo un esercito di 30 000 soldati il 10 marzo 1844, entrò nella nuova Repubblica Dominicana con l'intento di riportare la metà orientale dell'isola al dominio haitiano. Fu rapidamente sconfitto, tuttavia, e nel giro di un mese fu costretto a ritirarsi con il suo esercito di nuovo ad Haiti.
All'inizio del luglio 1844, Duarte fu invitato dai suoi seguaci ad assumere il titolo di Presidente della Repubblica. Duarte era d'accordo, ma solo se fossero state organizzate elezioni libere. Tuttavia, le forze di Santana presero Santo Domingo il 12 luglio 1844 e dichiararono Santana sovrano della Repubblica Dominicana. Santana mise quindi Mella, Duarte e Sánchez in prigione. Il 6 novembre 1844 un'assemblea costituente redasse una costituzione, che stabiliva la separazione dei poteri e i controlli legislativi sull'esecutivo. Tuttavia, Santana incluse in essa l'articolo 210, che gli garantiva un potere illimitato durante l'attuale guerra contro Haiti. La guerra continuò nel settembre e novembre 1845, con i dominicani che vinsero la battaglia di Estrelleta e la battaglia di Beler.
Santana rimase presidente fino al 1848, quando perse le elezioni, solo per impadronirsi del potere con un colpo di stato l'anno successivo, quando l'imperatore haitiano Faustin Soulouque attaccò e fu sconfitto a Ocoa.
La strategia haitiana fu ridicolizzata dalla stampa americana:
Nel novembre 1855, Soulouque invase la Repubblica Dominicana alla testa di un esercito di 30 000 uomini. Ma ancora una volta i dominicani dimostrarono di essere soldati superiori, sconfiggendo l'esercito di Soulouque, che li superò ampiamente.